# Тистык, Ростислав Ярославович
Ростислав Ярославович Тистык (укр. Ростислав Ярославович Тістик; род. 9 октября 1993 года, Львов) — украинский предприниматель, политик.
Народный депутат Украины IX созыва.

## Биография
Отец Ростислава Тистыка — глава экономического совета Львовской городской организации политической партии «Свобода» — Тистык Ярослав Зиновиевич. Он был депутатом Львовского городского совета 6-го созыва от партии «Свобода», его дядя Владимир Тистык представлял «Свободу» во Львовском областном совете Семья Тистыкив фигурирует в антикоррупционных расследованиях.
Окончил факультет международных экономических отношений Львовского национального университета имени Ивана Франко. Учился в Национальной академии сухопутных войск имени Петра Сагайдачного на военной кафедре.
Окончил Институт последипломного образования и довузовской подготовки Львовского национального университета имени Ивана Франко (специальность «Правоведение»). Во время учебы проходил практики в банке, суде и Государственной исполнительной службе.
В 2013 году был участником «Клуба Деловых Людей». Тистык работал менеджером по сдаче коммерческой недвижимости юридической компании «Эгида-Львов».
С 2014 по 2015 год работал юрисконсультом АО «УкрСиббанк» во Львове. С 2015 по 2018 год был главным юрисконсультом АО «Райффайзен Банк Аваль» во Львове.
Коммерческий директор ООО «СВ».
Тистык является волонтером ОО «Команда ЗЕ». Представитель команды Владимира Зеленского во Львовской области.

## Политическая деятельность
Кандидат в народные депутаты от партии «Слуга народа» на парламентских выборах 2019 года, № 111 в списке. На время выборов: временно не работает, беспартийный. Проживает в городе Львове.
Член Комитета Верховной Рады по вопросам бюджета.
Сопредседатель группы по межпарламентским связям с Чешской Республикой.
Член совета Львовской областной организации партии «Слуга народа».

## Имущество и состояние
В 2018 году указал в декларации наличие 58 тысяч долларов, 39 тысячи евро и  870 тысяч гривен денежных активов в наличной форме. При этом работая в компании отца Ярослава Тистыка он получал зарплату в размере 45.331 гривны. Купил автомобиль Audi A6 2012 года выпуска за 500 тысяч гривен, и получил подарок в размере 200 тысяч гривен.